# Кушанашвілі Отар Шалвович
Отар Ша́лвович Кушанашвілі (груз. ოთარ შალვოვიჩ კუშანაშვილი, нар. 22 червня 1970, Кутаїсі, Грузинська РСР) — грузинський і російський музичний журналіст і телеведучий.

## Біографія

### Ранні роки
Народився 22 червня 1970 у місті Кутаїсі у родині Шалва Кушанашвілі та його дружини Нелі. У його батьків було дев'ятеро дітей.
Навчався у школі № 15. У школі вирішив стати журналістом, публікував замітки у газеті «Кутаїська Правда». По закінченні школи вступив до факультету журналістики Тбіліського університету, звідки, за його словами, був відрахований. Служив у лавах Радянської армії.
Після відрахування виїхав до Москви. Працював нічним сторожем у школі, мив підлогу на Павелецькому вокзалі[джерело?].
На початку 1993 року став штатним кореспондентом культової газети «Новий погляд», створеної Євгенієм Додолєвим, а потім, за рекомендацією останнього, перейшов на телебачення під опіку Івана Демидова. У рамках співпраці з обома роботодавцями опублікував докладні інтерв'ю с трьомастами діячами російського шоу-бізнеса, став помітною фігурою у московському бомонді й так званим анфан террібль російської журналістики.
Від 1995 року як головний редактор очолював світський щотижневик «МузОбоз» (пізніше замінений на газету «Музична правда») Видавничого дому «Новий погляд».

### Телебачення і радіо
Велику популярність отримав як фронт-мен програми «Акули Пера», яку продюсувала Олена Демидова. Пізніше був ведучим музичних передач «Партійна зона» та «Обоzzz-шоу» на каналі ТВ-6, програм «Великий куш» на СТС і «На бульварі» ДТВ.
Вів програми на радіостанції «Європа плюс». Паралельно писав авторські колонки для журналів «Ом», «Секрет&Таємниця», «Fly&Drive» та газети «Аргументи і факти», регулярно публікувався у газетах «Вечірня Москва», «Московський комсомолець», «Московська правда», «Московська комсомолка», «Нічне рандеву».
Знімався в гумористичному серіалі «33 квадратних метри».

### Новий етап
2008 року Кушанашвілі у ряді інтерв'ю продекларував, що він залишає телебачення і повертається до друкованого слова:
|  | З'являється неймовірний азарт. Я повернувся до писанини через багато років. І зараз вона дає мені більше задоволення, ніж навіть коли я писав у «Новому погляді» Євгенія Додолєва. Виявляється, у минулих років є один плюс — я засумував за писаниною. Я засумував за дієприслівниковими зворотами. Оригінальний текст (рос.) Появляется невероятный азарт. Я вернулся к писанине много лет спустя. И сейчас она доставляет мне больше удовольствия, чем даже когда я писал в «Новом Взгляде» Евгения Додолева. Оказывается, у прошедших лет есть один плюс — я соскучился по писанине. Я соскучился по деепричастным оборотам. |

Після скандальної історії на Першому каналі, коли під час трансляції Євробачення Кушанашвілі у прямому ефірі нецензурно образив Андрія Малахова, він був надовго позбавлений можливості з'являтися на телебаченні.
У 2012 році — ведучий програми Розбір Польотів на телеканалі «Інтер»
Осінь 2013 — ведучий програми «Машина часу» на ICTV.
Віталій Портников, після того, як на «Радио Вести» Матвія Ганапольського хотіли замінити на Отара Кушанашвілі, стверджував «що Кушанашвілі говорить те, що усі ці творці та учасники проектів інформаційної війни проти нашої країни думають насправді».
Після обурення громадськості 28 березня 2016 року Служба безпеки України повідомила про заборону в'їзду до України Отару Кушанашвілі на три роки і працевлаштування Кушинашвілі на українській радіостанції зірвалося. Ця заборона обумовлена прокремлівськими та антиукраїнськими заявами Кушанашвілі, що викликали обурення багатьох українських політиків, журналістів та активістів.

### Особисте життя

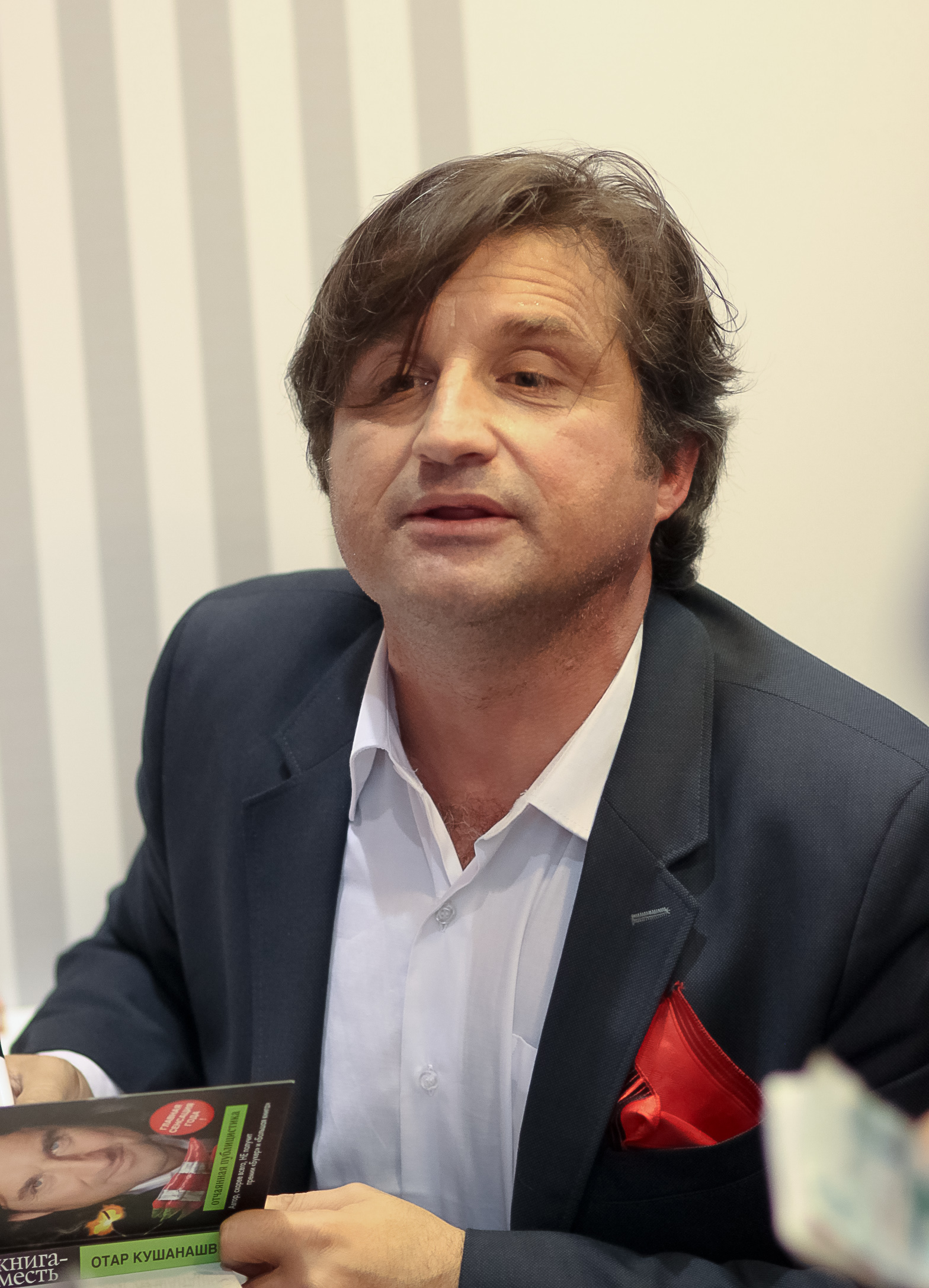
На презентації «Я. Книга — помста», 2011

- Перша дружина Марія Кушанашвілі — юрист[12][13]
- Має семеро дітей

### Фільмографія
- 1998—2005 — 33 квадратних метри — театральний режисер
- 2003 — Каменська-3 — Гліб Світін, журналіст
- 2006—2009 — Клуб (усі сезони) — камео
- 2008 — Калейдоскоп — епізод
- 2007 — Життя як кіно, або шоу суворого режиму (документальний)
- 2011 — Владислав Галкін. Вийти з ролі (документальний)[14]